# تکیه اوجی‌آباد
تکیه سرداریه روستای اوجی‌آباد مربوط به دوره قاجار است و در شهرستان آمل، بخش مرکزی، روستای اوجی‌آباد واقع شده و این اثر در تاریخ ۲۱ شهریور ۱۳۸۹ با شمارهٔ ثبت ۱۱۷۶۱ به‌عنوان یکی از آثار ملی ایران به ثبت رسیده‌است.